# Застава Гвинеје Бисао
Застава Гвинеје Бисао је национална застава и национална застава Републике Гвинеја Бисау.  Састоји се од три боје: црвене, жуте и зелене, плус црна звезда.Ова застава потиче од боја Афричке странке за независност Гвинеје и Зеленортских Острва, чија је акција довела земљу до независности од Португалије. 

## Значење
На застави су заступљене пан—афричке боје, са посебним значењем за сваки елемент:
Црвена: крв коју су борци за слободу пролили у џунгли Гвинеје.  Стотине војника погинуло је за слободу и независност Гвинеје и Зеленортских Острва(бивше независне португалске колоније 1975).
Зелено: будући живот, вегетација и нада у борбу.
Жута: злато ... Цабрал је увек наглашавао да је јединство међу нама и јединство са Африком драгоцено као злато.
Пет грана звезде: пет чула човека: вид, слух, укус, мирис и додир.

## Историја
Португалска колонија из Гвинеје користила је белу заставу са великим зеленим крстом.

Колонија званично није имала заставу већ грб.  Постоји предлог који је направио Франц Паул де Алмеида Ланганс који је замислио идентичан оквир за све колоније који се састоји од португалске заставе са грбом у доњем десном углу.  Компонента која разликује Гвинеју је златни жезло краља Алфонса В. Африканца